# Idem (álbum do Móveis Coloniais de Acaju)
Idem é o primeiro álbum de estúdio da banda de ska brasileira Móveis Coloniais de Acaju, lançado em 2005. Foi produzido por Rafael Ramos.

## Faixas
| N.º            | Título               | Compositor(es)                                    | Duração |  |
| 1.             | "Perca Peso"         | André Gonzales, Fabio Pedroza e Leonardo Bursztyn | 5:20    |  |
| 2.             | "Seria o Rolex?"     | Leonardo Bursztyn                                 | 3:55    |  |
| 3.             | "Aluga-se-Vende"     | Eduardo Borém e Roberto Mejía                     | 5:50    |  |
| 4.             | "Copacabana"         | Leonardo Bursztyn                                 | 5:10    |  |
| 5.             | "Menina Moça"        | André Gonzales e Leonardo Bursztyn                | 3:21    |  |
| 6.             | "Cego"               | Roberto Mejía                                     | 3:35    |  |
| 7.             | "Esquilo Não Samba"  | Leonardo Bursztyn                                 | 4:31    |  |
| 8.             | "E agora, Gregório?" | Leonardo Bursztyn                                 | 4:50    |  |
| 9.             | "Swing Hum e Meio"   | André Gonzales e Leonardo Bursztyn                | 3:35    |  |
| 10.            | "Do Mesmo Ar"        | Roberto Mejía                                     | 4:19    |  |
| 11.            | "Sadô-Masô"          | André Gonzales e Leonardo Bursztyn                | 3:47    |  |
| 12.            | "Receio do Remorso"  | Leonardo Bursztyn                                 | 3:53    |  |
| Duração total: | Duração total:       | Duração total:                                    | 52:06   |  |